# Acraea tescea
Acraea tescea är en fjärilsart som beskrevs av Suffert 1904. Acraea tescea ingår i släktet Acraea och familjen praktfjärilar. Inga underarter finns listade i Catalogue of Life.